# Windrose Giants Antwerp
Les Antwerp Giants, anciennement Racing Basket Anvers, sont un club belge de basket-ball basé à Anvers, officiellement nommé Windrose Giants Antwerp depuis 2024 pour des raisons de sponsoring. Fondé en 1995, il évolue en première division depuis sa création, division qui est devenue la BNXT League en 2021. Principal club d’Anvers, il compte cinq Coupes de Belgique et un titre de champion national. 

## Histoire
Le Racing Basket Anvers voit le jour le 27 avril 1995, issus de la fusion entre deux clubs historiques : le RC Malines (matricule 71), 24 fois titré entre 1964 et 1994, et le SOBABEE, ex-Antwerpse BC, qui comptait 7 titres nationaux. Le nouveau club conserve le matricule 71 de Malines mais n’en reprend pas le palmarès, étant considéré comme une entité nouvelle. En 2005, il devient les Antwerp Giants.
Les résultats arrivent, et bien vite, puisque la formation remporte en 1998 sa toute première Coupe de Belgique, en 2000 son tout premier Championnat.
Le club subit la domination du Spirou Charleroi et du BC Ostende et ne réédite que la Coupe de Belgique en 2007.
Le 12 mars 2023 le club remporte la Coupe de Belgique pour la 5e fois, en battant le BC Ostende en finale.

### Noms précédents
- Racing Basket Antwerpen (1995-2005)
  - Racing Basket Telindus Antwerpen (1999-2004)
  - Racing Basket Daewoo Antwerpen (2005)
- Antwerp Giants (depuis 2005)
  - Sanex Antwerp Giants (2006-2008)
  - Antwerp Diamond Giants (2008-2011)
  - Port of Antwerp Giants (2011-2017)
  - Telenet Giants Antwerp (2017-2024)
  - Windrose Giants Antwerp (depuis 2024)

## Palmarès
Championnat de Belgique : 
- Champion : 2000
- Vice-champion : 1999, 2018, 2019 , 2023 et 2024

Coupe de Belgique : 
- Vainqueur en 2000, 2007, 2019, 2020, 2023
- Finaliste : 2012, 2014, 2016

Ligue des champions :
- Troisième : 2019

## Personnalités du club

### Entraîneurs successifs
| Rang | Nom                     | Période   |
| ---- | ----------------------- | --------- |
| 1    | -                       | 1995-1997 |
| 2    | Eddy Casteels           | 1997-2000 |
| 3    | Tony Van den Bosch (nl) | 2000-2002 |
| 4    | Marek De Mondt          | 2002      |
| 5    | Tony Van den Bosch (nl) | 2002-2003 |
| 6    | Ronny Bayer             | 2003-2005 |
| 7    | Arik Shivek             | 2005-2007 |
| 8    | Aleksander Peldić       | 2007      |
| 9    | Sven Van Camp           | 2007-2008 |

| Rang | Nom                | Période     |
| ---- | ------------------ | ----------- |
| 10   | Eddy Casteels      | 2008-2013   |
| 11   | Paul Vervaeck (nl) | 2013-2015   |
| 12   | Roel Moors         | 2015-2019   |
| 13   | Christophe Beghin  | 2019-2022   |
| 14   | Luc Smout (nl)     | 2022        |
| 15   | Ivica Skelin (nl)  | 2022-2024   |
| 16   | Geert Hammink      | 2024        |
| 17   | Jill Lorent (nl)   | 2024-2025   |
| 18   | Roel Moors         | Depuis 2025 |

## Record d'affluence
Chaque saison, le club de la métropole, Antwerp Giants, initialement basé à la Lotto Arena (5 218 places), essaie de battre le record d'affluence pour un match de basket en Belgique au Palais des sports d'Anvers.
Le record est de 17 135 et fut établi le 31 janvier 2015, lors de la rencontre opposant Antwerp Giants face au Spirou Basket.
| Record | Lieu                       | Date            | Rencontre                    |
| ------ | -------------------------- | --------------- | ---------------------------- |
| 17 135 | Palais des sports d'Anvers | 31 janvier 2015 | Antwerp Giants-Spirou Basket |
| 15 500 | Palais des sports d'Anvers | 7 avril 2013    | Antwerp Giants-Okapi Aalstar |
| 14 500 | Palais des sports d'Anvers | 7 avril 2013    | Antwerp Giants-Spirou Basket |